# Steyr M1912
Steyr Hahn M1912 M.12 — самозарядный пистолет производства Австро-Венгрии.

## История
Пистолет был разработан в 1911 году австрийской фирмой из города Штейр Österreichische Waffenfabriks-Gesellschaft (ÖWG). В 1911 году был заключён контракт на поставку партии пистолетов в Чили, в 1912 году пистолет был принят на вооружение Австро-Венгрии в 1912 году под наименованием «Repetierpistole M. 1912» ("самозарядный пистолет обр. 1912 года") в качестве штатного оружия офицеров и унтер-офицеров австро-венгерской армии. Производился с 1912 по 1918 гг., всего для австрийской армии было выпущено 250 тыс. шт. этих пистолетов под патрон 9×23 мм, ещё 10 тыс. были поставлены в 1916 г. в Германию для баварской армии. После окончания Первой мировой войны пистолеты находились на вооружении армий Австрии, Венгрии, Польши, Румынии, Чили и Югославии.
В 1938 году после аншлюса Австрии нацистской Германией в распоряжение вермахта перешли и 60 тысяч армейских пистолетов M.1912. С целью упрощения снабжения боеприпасами, на предприятиях «Mauser-Werke AG» и «Steyr-Werke AG» (так с 1926 по 1934 гг. называлась фирма ÖWG) патронники всех пистолетов были переделаны под стандартный патрон 9×19 мм Парабеллум, после чего пистолеты получили клеймо «08» на левой стороне корпуса и немецкое обозначение Pistole 12(ö).

## Конструкция
Работа автоматики М.1912 основана на использовании энергии отдачи при коротком ходе ствола. Запирание и отпирание механизма производится поворотом ствола вокруг своей оси. Заполнение магазина у этого пистолета производится с помощью специальной обоймы на восемь патронов, вставляемой в пистолет сверху при открытом затворе. Двухпозиционный флажок предохранителя расположен с левой стороны пистолета рядом с курком. Ударно-спусковой механизм куркового типа с открытым курком, однократного действия.

### Маркировка пистолетов
До окончания Первой мировой войны и распада Австро-Венгрии двуглавый орёл с короной. После — одноглавый орёл без короны; с 1936 г. двуглавый орёл без короны. После аншлюса — германский имперский орёл. Пистолеты, стоящие на вооружении иностранных государств, как правило, имели соответствующие национальные маркировки. Так, на чилийском варианте был герб Чили или надпись EJERCITO DE CHILE; на польских — герб Польши; на румынских — изображение короны и под ней «Md. 1912».

## Варианты и модификации

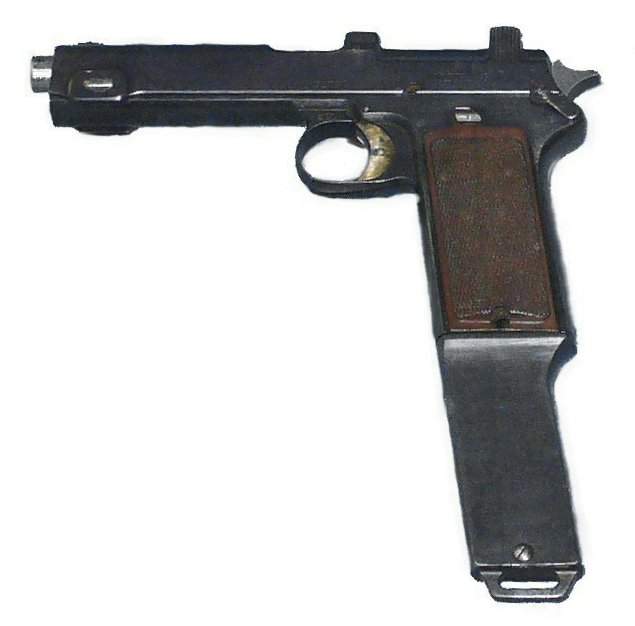
Полностью автоматический вариант, с увеличенным магазином

- в мае 1915 года для вооружения лётчиков военно-морской авиации Австро-Венгрии был начат выпуск пистолета с удлиненным до 165 мм стволом и отъёмной деревянной кобурой-прикладом (всего было изготовлено 1200 шт.)[4]
- В 1914 году был разработан вариант пистолета с магазином на 16 патронов, на основе конструкции которого летом 1916 года был начат выпуск пистолета модификации M12/P16 обр.1916 г. с возможностью ведения огня очередями, магазином на 16 патронов и отъемной деревянной кобурой-прикладом (всего было выпущено 9873 шт.). Этими пистолетами в основном вооружали штурмовые отряды австро-венгерской армии[4]

## Оценка конструкции
В целом, в годы Первой и Второй мировой войны пистолеты показали себя как простое и надежное оружие. По мнению Яна Хогга, один из самых прочных и надёжных боевых пистолетов.

## Страны-эксплуатанты
- Австро-Венгрия: на вооружении с 1912 года до распада Австро-Венгрии в 1918 году[2]
- Австрия[2] - после окончания второй мировой войны некоторое количество пистолетов оставалось на хранении по меньшей мере до начала 1950х годов[5]
- Венгрия[2]
- Нацистская Германия: в 1938 году после аншлюса Австрии перешли 60 тыс. армейских пистолетов M.1912. После переделки под патрон 9×19 мм, поступили на вооружение вермахта (в основном, оккупационных частей) и полиции[6]. Пистолеты, принятые на вооружение вермахта, имели клеймо немецкой военной приемки (Wehrmachtadler).
- Греция: некоторое количество использовалось в греческой армии после Первой мировой войны[7]
- Германская империя: в 1916 г. 10 тыс. были поставлены для баварской армии
- Румыния: в 1913 г. принят на вооружение румынской армии под наименованием Md.1912[2], оставался на вооружении румынской армии во время второй мировой войны[8]
- Италия: некоторое количество трофейных пистолетов было захвачено в ходе первой мировой войны; после капитуляции Австро-Венгрии в 1918 году, в распоряжении Италии оказалось несколько тысяч трофейных пистолетов, в дальнейшем они использовались для вооружения отрядов фашистской милиции[9]. Они оставались на вооружении вспомогательных охранно-полицейских формирований даже после капитуляции Италии и разоружения итальянских войск немцами в сентябре 1943 года (в то же время, некоторое количество пистолетов оказалось у итальянских партизан)[10].
- Российская Империя - в ходе первой мировой войны трофейные пистолеты использовались в русской армии (в основном, на вооружении пехотных и стрелковых полков Юго-Западного фронта), однако их использование ограничивал дефицит патронов[11]
- Польша[2]
- Чили: в 1911 году был заключён контракт на поставку пистолетов Steyr M1911 для армии[2]
- Югославия[2]